# Candi Binangun (Pakem)
Candi Binangun is een bestuurslaag in het regentschap Sleman van de provincie Jogjakarta, Indonesië. Candi Binangun telt 5682 inwoners (volkstelling 2010).